# 火槍

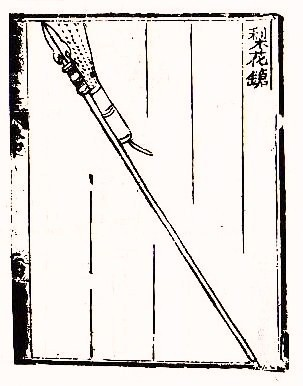
火龍神器陣法から梨花槍

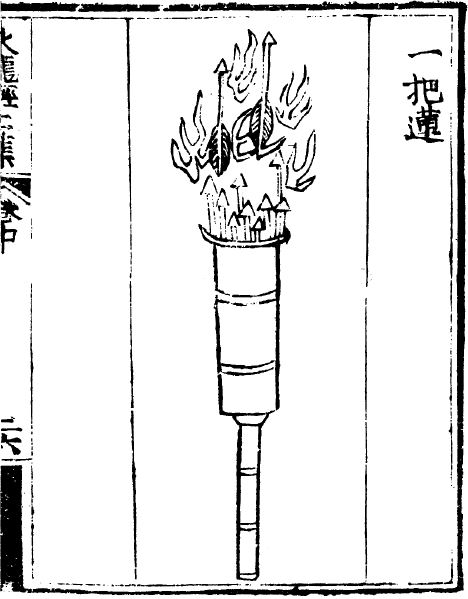
火龍神器陣法から火薬で矢を飛ばす兵器

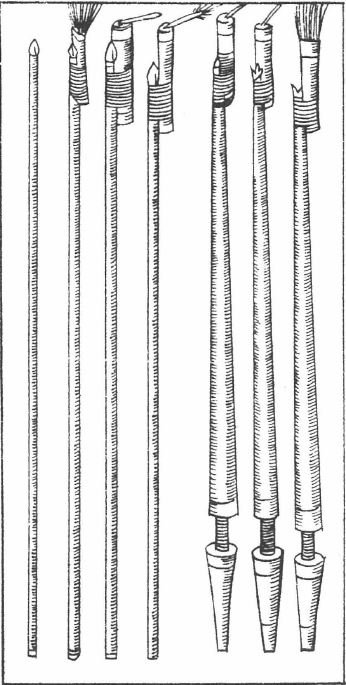
1540年頃のイタリアの冶金学者ヴァンノッチョ・ビリングッチョの火工術についての図

火槍（かそう）とは、宋の子窠が考案し、実際に戦闘で使用されたごく初期の火薬兵器。

## 名称
使用した王朝や構造の若干の違いによって突火槍、梨花槍、火門槍、槍砲などと名称が変わる事がある。また現代の中国でライフル銃以前の銃、特にマスケット銃のことを言う場合もあり、その時は前者は火矛槍などと言い換えることもある。現在でも中国では銃の事を「槍」と表記する。

## 構造
構造は火薬を紙で包んだ物ないし節を除いた竹に火薬を詰めた物を長い柄の先に取り付け、それに火を付けて敵に突き出して炸裂させたり火花を浴びせることによって攻撃や威嚇を行うという兵器。また、似た兵器にロケット花火の要領で矢を飛ばす火箭という物もあったが、それも火槍と呼ぶ事もある。
初めは火薬は不純物が多く混じった黒色火薬であり、爆発力が貧弱だったために火薬のみによる攻撃は望めず、主として威嚇のために用いられた。爆発音は三百メートル先でも聞こえたといわれ、威嚇には十分な効果があった。攻撃用とするにはこの火薬の中に金属片を混ぜることによって殺傷能力を高めて使用した。しかし、基本的に竹製のため使い捨てが主で、そうでない物も装填にかなりの時間がかかり使い勝手は悪い。その上に初期の火薬は不純物が多く含まれていたため不発、或いは遅発等の暴発が多く、構造上射程が短く命中精度も非常に低かったため、後の火縄銃のように隊列を組んでの一斉射撃や狙撃による散兵戦を行えることは期待できず、南宋ももっぱら攻城戦での防衛のための兵器として北方から侵入してくる金やモンゴルの兵士に対して使用するのみに留まった。金もこれとよく似た飛火槍と呼ばれる兵器を使用しだした。精度の低さや不発を克服する為に、後世のカチューシャ式ロケット砲の様に多段式に改良された火車と呼ばれるものも存在したという。

## 歴史
火薬は唐代（618年 - 907年）の中国で発明された。850年頃に書かれた『真元妙道要路』には硝石・硫黄・炭を混ぜると燃焼や爆発を起こしやすいことが記述されており、既にこの頃には原始的な黒色火薬が発明されていた可能性がある。1040年頃に、曾公亮（そう こうりょう）は黒色火薬の製法を公表した。
1132年に金との戦争中に起きた内乱に対して火槍を宋が投入したのが最初の実戦での使用例とされる。
1250年代、モンゴル帝国がイラン侵攻した際、中国人技術者が操作する投石機で、火薬弾が投げられている。1280年には、地中海東部のマルクス・グラエクスとシリアのハッサン・アッ・ラムマが中国の火器、火槍について記述している。また、イスラム文明圏のシリア、マムルーク朝でも火薬情報は豊富であった。1300年頃に書かれたとされる『シェムス・エディン・モハメネッド文書』（Schems Eddin Mohamened）でマドファと呼ばれるものが描かれ、これは火槍である。
1288年当時の青銅製の銃身が中国で発掘されたことで、モンゴル支配下の中国が火槍から銃へ装備を変えたことが明らかになり、さらにこれまで銃は西欧発明と考えられてきたが、銃はモンゴル帝国を通じて、ヨーロッパへ伝わったとされる。
1326年のスウェーデンにおける壷型の銃も発見されているが、これはモンゴル帝国に支配されていた南ロシアから伝わった銃が変形したものと考えられている。火薬を鉄や青銅で包むような構造にして弾丸が前方にのみ飛ぶよう改良されパムディとなったともいわれる。フィレンツェで大砲が開発され、以後ヨーロッパでは大砲が発達する。イベリア半島では1330年代までには銃だけでなく大砲も使用されていた。
1368年にモンゴル勢力を北へおしやり成立した明王朝の時代には筒を青銅で作るなど多少の改良を加えられた火竜槍が開発された。北元や新たに勃興してきた女真の勢力に対して同様に使用された。
応仁の乱の頃火槍が日本に輸入されたが威力不足により使われなくなった。
15世紀の神聖ローマ帝国ではフス戦争などで一般市民や農民がハンドカノンという対騎士用の火槍を開発して使った。銃のように小脇に抱えると点火が出来ないため、肩に載せて撃っていた。点火から発射までの時間が非常に長く命中率も低く、銃身が破裂して使用者も死ぬ事が多く、敵がまとまってきた時の威嚇にしか使えなかった。これが改良され火縄銃が生まれ、西洋における銃火器の元祖となった。
大航海時代（15世紀半ばから17世紀半ば）のヨーロッパでもファイアランスという名の火槍と殆ど同じ火器が考案、使用されたがこれも攻撃と言うよりは、目くらましや威嚇に用いていた。多重に火薬を仕込んでおけば続けざまに炸裂させることも可能で、暴発から身を守るために鎧を着て使用された。